# Rochefort-en-Valdaine
Rochefort-en-Valdaine este o comună în departamentul Drôme din sud-estul Franței. În 2009 avea o populație de 340 de locuitori.

## Evoluția populației
| An        | 1975 | 1982 | 1990 | 1999 | 2006 | 2009 |
| --------- | ---- | ---- | ---- | ---- | ---- | ---- |
| Populație | 191  | 211  | 258  | 304  | 338  | 340  |